# 河野銀子
河野 銀子（かわの ぎんこ、1966年 - ）は、日本の教育学者。武蔵大学人文学部社会学卒業、上智大学文学研究科教育学博士課程単位取得満期退学。九州大学男女共同参画推進室教授。

## 所属学会・委員会
- 日本教育社会学会
- 国際ジェンダー学会
- 日本学術会議（23-24期連携会員）
- 科学技術社会論学会
- 東北教育学会
- British Educational Research Association
- 山形県いじめ問題審議会
- 国立研究開発法人科学技術振興機構